# Cipriano Autrán
Cipriano De Autrán y Oliver (Tolón, 26 de junio de 1697-Isla de León, 7 de septiembre de 1773), caballero de la Orden de San Luis, fue comandante general del Cuerpo de Ingenieros de Marina hasta 1769, cuando es sustituido por otro francés, Francisco Gautier, como director general de construcciones de la Real Armada.
Junto con el también francés Pedro Boyer, continúan la tradición de Gaztañeta, fallecido en 1728, aunque introduciendo mejoras de influencia francesa.